# Irén
Görög eredetű női név.  Jelentése: béke, békés. Az Irén az Iréneusz férfinév női párja.
Nagyon ritkán felbukkan férfinévként is, mint az Iréneusz férfinév rövidített formája (többnyire így használta a nevét például Károly Iréneusz József szerzetes, fizikus).

## Képzett és rokon neve
Arinka, Erina, Iréne, Irina, Jerne

## Gyakorisága
Az 1990-es években az Irén ritka, az Irina igen ritka, az Erina, Iréne és Jerne szórványos név volt, a 2000-es években nem szerepelnek a 100 leggyakoribb női név között.

## Névnapok
Irén, Iréne, Irina
- március 25.[2]
- április 3.[2]
- április 5.[2]
- május 5.[2]
- június 28.[2]
- október 20.[2]

Erina, Jerne
- június 28.

## Idegen nyelvű változatai
- Finnül: Irene
- Franciául: Irène
- Görögül: Irene
- Olaszul: Irene
- Románul: Irina
- Oroszul: Irina
- Lengyelül: Irena

## Híres Irének, Irénék, Irinák, Erinák, Jernék
- Szent Irén bizánci császárné, Szent László király lányaként magyar nevén Piroska
- Irène Joliot-Curie francia fizikus
- Józsa Nemes Irén festőművésznő
- Kiss Irén író, költő, színműíró
- Irene Papas görög filmszínésznő
- Psota Irén színésznő
- Irina Rodnyina olimpiai bajnok műkorcsolyázó
- Irina Oszipova orosz kosárlabdázó
- Irina Szluckaja orosz műkorcsolyázó, hétszeres Európa-bajnok és kétszeres világbajnok
- Irina Szolovjova, űrhajós
- Szöllősy Irén bábművész